# Маргинални производ
У економији и у неокласичној економији, маргинални производ или гранични физички производ  инпута(фактор производње) промена је у аутпуту која настаје због коришћења додатнe јединицe одређеног инпута (на пример, промена у аутпуту када радна снага предузећа порасте са пет на шест јединица), под претпоставком да количине других инпута остају непромењене.
Маргинални производ датог аутпута се може представити 
као:
{\displaystyle MP={\frac {\Delta Y}{\Delta X}}}
где {\displaystyle \Delta X} представља промену коришћења инпута од стране предузећа (конвенционално промена једне јединице), а {\displaystyle \Delta Y} представља промену у количини произведеног аутпута (која настаје због промене инпута). Приметићемо да количина Y „производа” је обично дефинисана без екстерних трошкова и бенефита.
Ако су инпути и аутпути бесконачно дељиви, тако да су граничне „јединице” веома мале, маргинални производ је математички извод производне функције у односу на инпут. Претпоставимо да је аутпут предузећа Y дат производном функцијом:
{\displaystyle Y=F(K,L)}
где су K и L инпути за производњу (на пример, капитал и радна снага). Онда су маргинални производ капитала (MPK) и маргинални производ радне снаге (MPL) дати формулом:
{\displaystyle MPK={\frac {\partial F}{\partial K}}}
{\displaystyle MPL={\frac {\partial F}{\partial L}}}
У „закону” о опадајућим приносима, маргинални производ расте када се више неког инпута (на пример, радна снага) укључи, а други инпут (на пример, капитал) остаје константан. На овом примеру, радна снага је променљиви инпут, док је капитал фиксни инпут (у хипотетичком моделу са два инпута). Што се више променљивог инпута (радна снага) укључује, тако маргинални производ почиње да опада. Коначно, после одређеног тренутка, маргинални производ постаје негативан, указујући на то да су додатне јединице радне снаге смањиле аутпут, уместо да га повећају. Разлог због којег се ово дешава је опадајући маргинални продуктивност радне снаге.
Маргинални производ радне снаге је нагиб криве укупног производа, који представља производну функцију у односу на употребу радне снаге на фиксном нивоу коришћења инпута капитала.
У неокласичној теорији о конкурентним тржиштима, маргинални производ радне снаге је једнак реалној надници. У агрегатним моделима савршене конкурентности, где је свако добро произведено и где се то добро користи у потрошњи и као капитал, маргинални производ капитала је једнак стопи приноса. Као што је приказано у Кембриџској дискусији о капиталу, овај предлог о маргиналном производу капитала не може бити одржив у многоробним моделима у којима се прави разлика између капитала и потрошње добара.
Веза између маргиналног производа (МП) и укупног производа (УП)
Веза се може објаснити кроз три фазе- (1) На почетку, како се повећала количина променљивог инпута, укупни производ расте до стопе повећања. У овој фази, маргинални производ такође расте. (2) Како се примењују све веће количине променљивог инпута, укупни производ расте до стопе смањења. У овој фази, маргинални производ почиње да опада. (3) Када укупни производ достигне максимум, маргинални производ је једнак нули. Након ове тачке, укупни производ почиње да опада и маргинални производ постаје негативан.